# Лабдак
Лабдак (на старогръцки: Λάβδακος, Labdakos) в древногръцката митология е цар на Тива в Беотия през 15 век пр.н.е.
Майка му е Никтеида, дъщеря на Никтей.
Когато баща му умира той е малолетен и затова дядо му Никтей поема управлението за малолтния Лабдак. Когато Никтей умира управлението в Тива поема брат му Лик. Когато Лабдак е достатъчно голям, поема сам управлението. Той умира по време на война на границата между Тива и Атика с Пандион, син на Ерихтоний, или е унищожен от Дионис, понеже пренебрегва неговия култ.
Той е баща на Лай, който е баща на Едип, Антигона, Полиник, Етеокъл и Исмена, които се наричат също Лабдакиди.